# Энгельгардт, Александра (спортсменка)
Александра Энгельгардт (нем. Alexandra Engelhardt (урождённая — Александра Деммель нем. Alexandra Demmel); 29 декабря 1982, Мюнхен, Германия) — немецкая спортсменка, занималась вольной борьбой, призёр чемпионатов Европы, участница двух Олимпийских игр.

## Карьера
16 августа 2008 года на Олимпийских играх в Пекине на стадии 1/8 финала проиграла Татьяне Аманжол из Казахстана, заняв в итоговом протоколе 14 место. 7 марта 2012 года в Белграде стала бронзовым призёром чемпионата Европы. 22 апреля 2012 года на Европейском квалификационном турнире в Софии завоевала лицензию на Олимпиаду в Лондон. 8 августа 2012 года на Олимпийских играх в 1/8 финала уступила Маэлис Карипе из Венесуэлы, заняв 11 место.